# Claudio Lorenzale

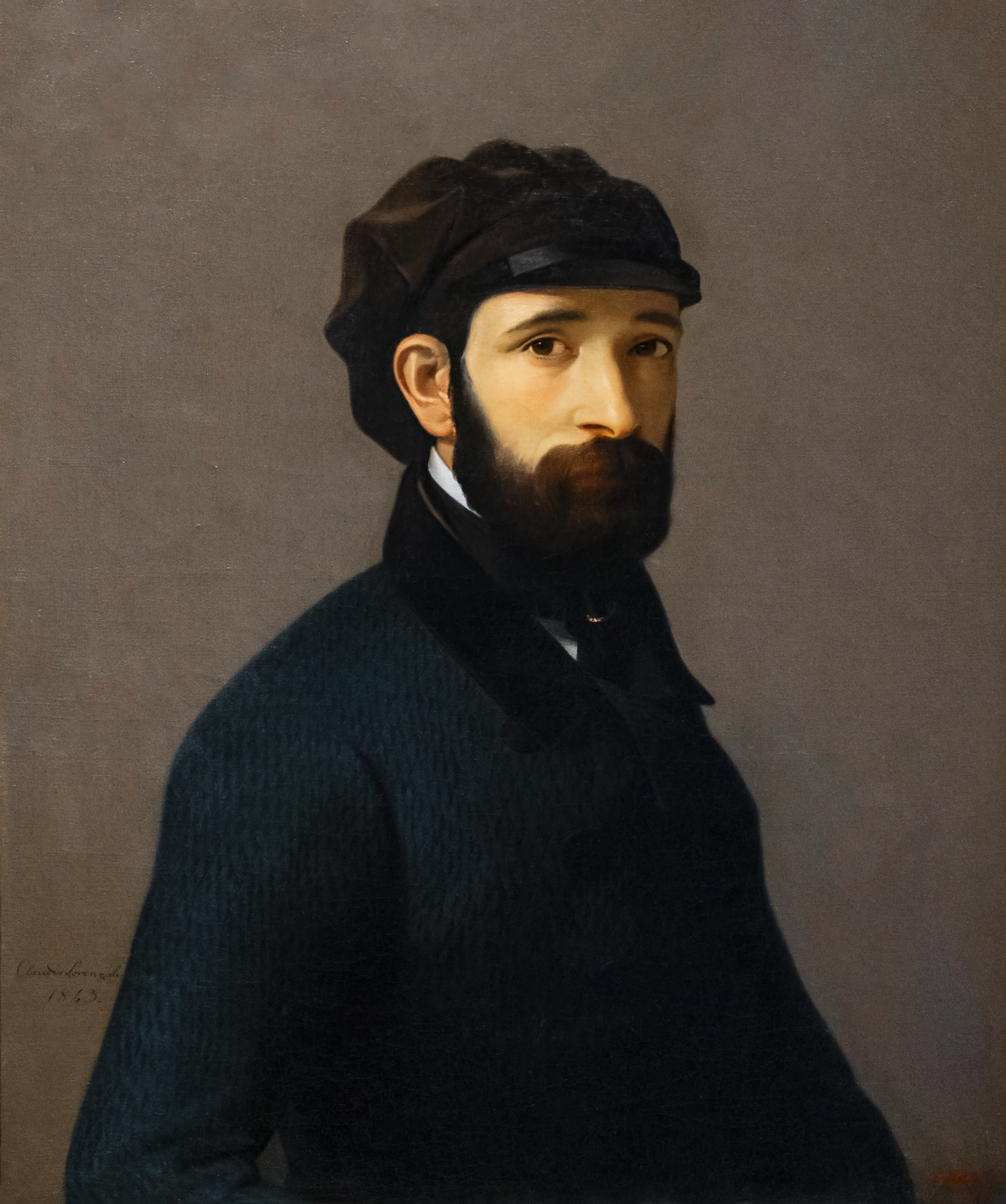
Claudio Lorenzale. Autorretrato MNAC de Barcelona).

Claudio Lorenzale Sugrañes (en catalán: Claudi Lorenzale i Sugrañes, Barcelona, 8 de diciembre de 1814 o 1815-Barcelona, 31 de marzo de 1889) fue un profesor y pintor español integrado en el nazarismo de Barcelona, muy reconocido como retratista. Junto con Pablo Milá, Lorenzale representa el movimiento romántico medievalista que es el origen de la recuperación del pasado histórico de Cataluña, confluyendo con la Renaixença catalana.

## Biografía

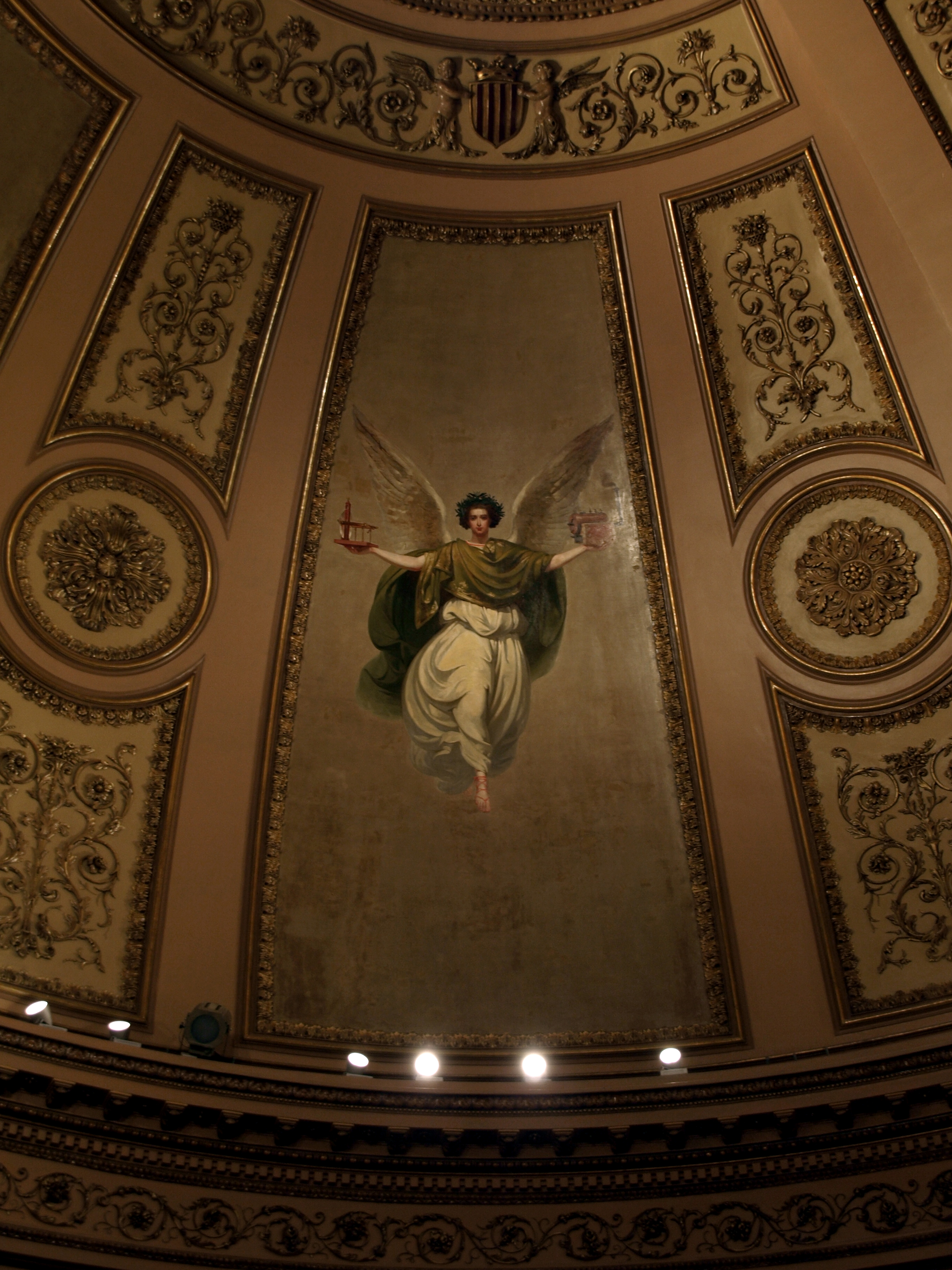
Pinturas en la cúpula de la Casa de la Ciudad de Barcelona de Claudio Lorenzale representando El Comercio y la Indústria.

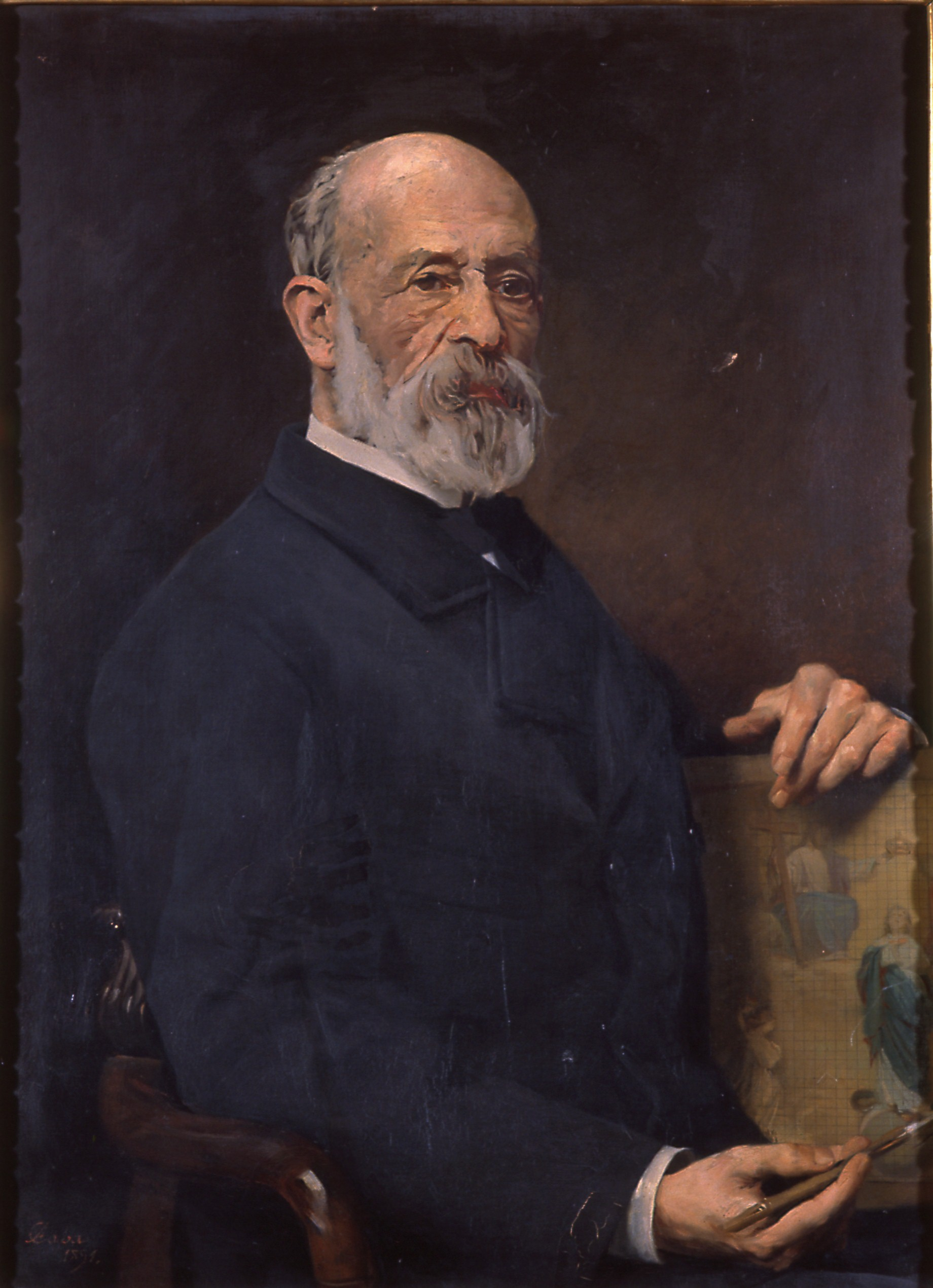
Claudio Lorenzale en un retrato pintado en 1891 por Antonio Caba (Real Academia Catalana de Bellas Artes de San Jorge de Barcelona).

Hijo de padre italiano se forma como pintor en Murcia desde el año 1828 y a partir de 1830 en la escuela de la Lonja de Barcelona. Allí fue alumno de Pelegrín Clavé y obtuvo el primer premio de pintura por su obra Sísara derrotat per Barac en 1837. El mismo año viajó a Roma con el pintor catalán Pau Milà que lo puso en contacto con el pintor nazareno Friedrich Overbeck del cual fue discípulo. Continuó su formación en la Accademia di San Luca, donde también obtuvo un primer premio de pintura.
Retornó a Barcelona en el año 1844 con un programa artístico purista, inspirándose en el arte medieval y en la enseñanza de Overberck. Fundó una academia propia que adquirió un gran renombre. Su prestigio como docente le comportó que en 1851 fuera nombrado profesor agregado de los estudios superiores de pintura en la escuela de la Lonja. Posteriormente, en 1858, fue director, cargo que ostentó hasta el año 1885. Tuvo alumnos como: Mariano Fortuny, Antonio Caba, Tomás Padró, su hijo Ramiro Lorenzale Rogent (1859-1917) y la mayoría de los pintores barceloneses de su generación.

## Obras
- Jael y Sísara (1837), Real Academia Catalana de Bellas Artes de San Jorge.
- Origen del escudo del condado de Barcelona, Real Academia Catalana de Bellas Artes de San Jorge.
- Pan (a. 1847), Real Academia Catalana de Bellas Artes de San Jorge.
- El nacimiento de la Virgen (c. 1849), Real Academia Catalana de Bellas Artes de San Jorge.
- Retrato de Alfonso XII, Universidad de Barcelona.
- Retrato de Güell i Ferrer, Galería de Catalanes ilustres del Ayuntamiento de Barcelona.
- Retrato de la mujer y los hijos del pintor (c. 1860-1865), Museo Nacional de Arte de Cataluña
- Boda de la Reina Petronila con Ramón Berenguer IV.
- El príncipe de Viana en Vilafranca.
- Virgen de los Dolores. Madrid, colección particular.
- Diseño del anverso de la medalla conmemorativa de la inauguración del primer ferrocarril español: Barcelona-Mataró en 1848, acuñada por el grabador Miquel Jubany y Guilera.

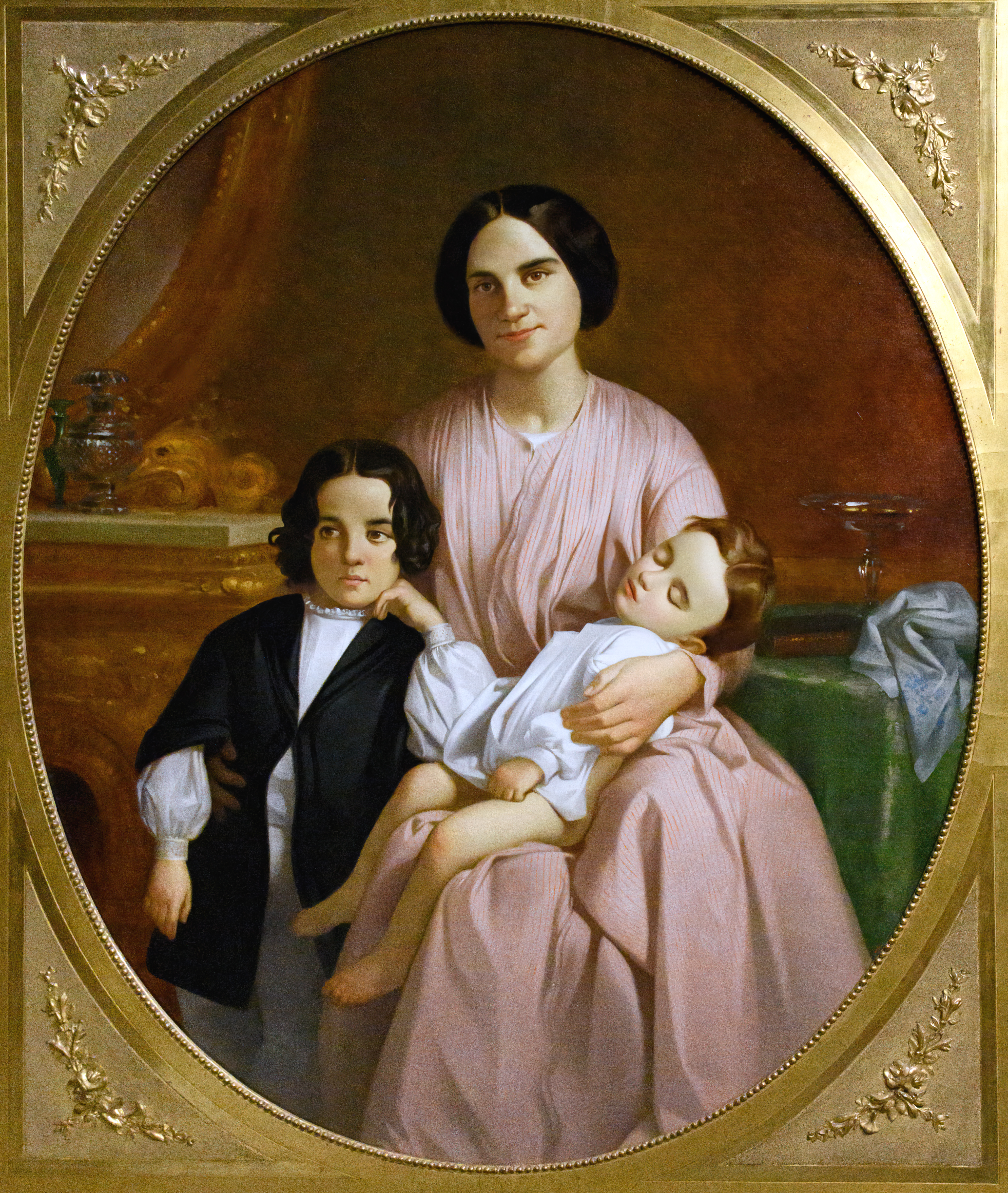
Retrato de la mujer y los hijos del pintor (c. 1860-1865), Museo Nacional de Arte de Cataluña.
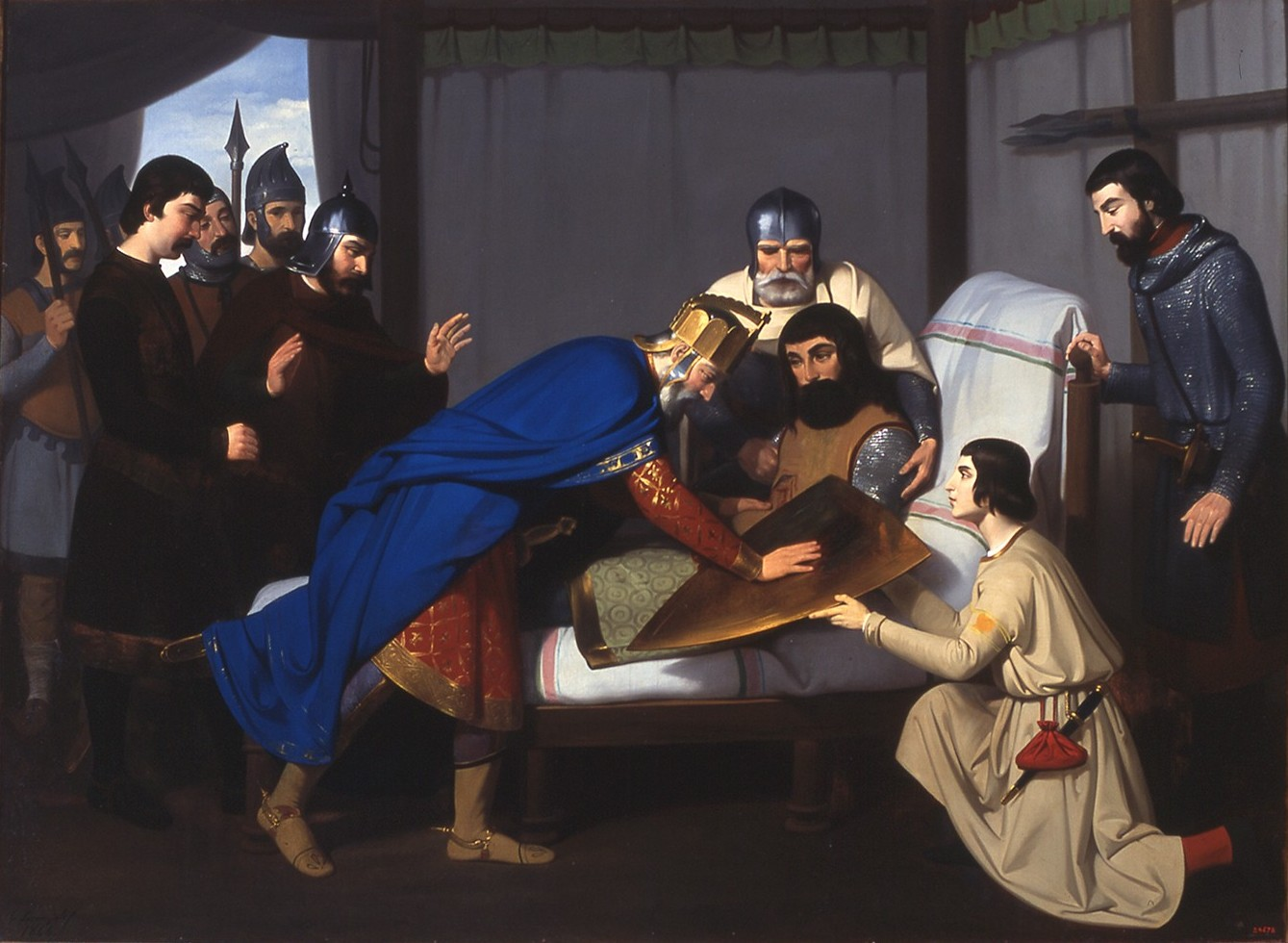
Origen del escudo del condado de Barcelona (1843-1844), Real Academia Catalana de Bellas Artes de San Jorge de Barcelona.
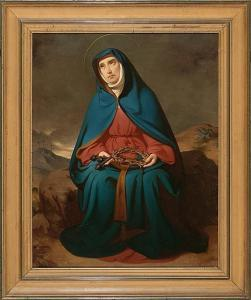
Virgen de los Dolores. Colección particular, Madrid.